# 2005 PD23
2005 PD23, também escrito como 2005 PD23, é um objeto transnetuniano que está localizado no Cinturão de Kuiper, uma região do Sistema Solar. Este corpo celeste é classificado como um cubewano. Ele possui uma magnitude absoluta de 8,5 e tem um diâmetro estimado com 88 km.

## Descoberta
2005 PD23 foi descoberto no dia 2 de agosto de 2005.

## Órbita
A órbita de 2005 PD23 tem uma excentricidade de 0,012 e possui um semieixo maior de 44,073 UA. O seu periélio leva o mesmo a uma distância de 43,526 UA em relação ao Sol e seu afélio a 44,620 UA.